# Myzostoma furcatum
Myzostoma furcatum is een ringworm uit de familie Myzostomatidae.
Myzostoma furcatum werd in 1887 voor het eerst wetenschappelijk beschreven door Graff.